# AC Sparta Praga
Athletic Club Sparta Praha Fotbal, a.s. ali na kratko Sparta je češki nogometni klub iz Prage. Ustanovljen je bil 16. novembra 1893 in trenutno igra v 1. češki nogometni ligi.
Iz domačih tekmovanj (in nekdanjih češkoslovaških) drži 33 naslovov državnega prvaka, 14 naslovov pokalnih prvakov ter dva naslova prvaka češkega superpokala. V evropskih tekmovanjih pa sta najboljša rezultata Sparte doseg polfinala Evropske lige v sezoni 1991/92 ter doseg polfinala evropskega pokala pokalnih prvakov v sezoni 1972/73, kjer je bil kasneje boljši italijanski Milan. Ima pa tudi 3 naslove prvaka Mitropa pokala.
Spartin domači stadion je Generali Arena, ki sprejme 19.416. Barvi dresov sta rdeča in bela. Nadimka nogometašev pa sta Železná Sparta ("Železna Sparta") in Rudí ("Rdeči").